# Oncophorus fuegianus
Oncophorus fuegianus är en bladmossart som beskrevs av Jules Cardot 1900. Oncophorus fuegianus ingår i släktet knölmossor, och familjen Dicranaceae. Inga underarter finns listade i Catalogue of Life.